# بيري ميلا
بيري ميلا (بالإسبانية: Pere Milla Peña) (23 سبتمبر 1992 بلاردة في إسبانيا - ) هو لاعب كرة قدم إسباني في مركز جناح ‏. لعب مع خيتافي ب ونادي خيتافي ويونيون ديبورتيفا لوغرينييس ونادي ليدا.

## وصلات خارجية
- بيري ميلا على موقع قاعدة بيانات كرة القدم.إي يو (الإنجليزية)
- بيري ميلا على موقع Soccerway.com (الإنجليزية)
- بيري ميلا على موقع عالم كرة القدم.نت (الإنجليزية)
- بيري ميلا على موقع AS.com (الإسبانية)